# Krzemienica (powiat łańcucki)
Krzemienica – wieś w Polsce, położona w województwie podkarpackim, w powiecie łańcuckim, w gminie Czarna.
W latach 1954–1972 wieś należała do i była siedzibą władz gromady Krzemienica. Od 1 stycznia 1973 do 1 lipca 1976 w gminie Łańcut. W latach 1975–1998 miejscowość należała administracyjnie do województwa rzeszowskiego.
Krzemienica jest bardzo dużą wsią, liczącą około 3 tys. mieszkańców. Miejscowość położona jest około 3 km na zachód od Łańcuta, przy drodze wojewódzkiej nr 881. Jest siedzibą rzymskokatolickiej parafii Matki Bożej Pocieszenia.

## Integralne części wsi
| SIMC    | Nazwa      | Rodzaj     |
| ------- | ---------- | ---------- |
| 0647285 | Chodakówka | część wsi  |
| 0647291 | Gajówka    | część wsi  |
| 0647300 | Jawornik   | część wsi  |
| 0647339 | Kolonia    | przysiółek |
| 0647316 | Nizioły    | część wsi  |
| 0647322 | Zegartówki | część wsi  |

## Historia Krzemienicy
Krzemienia leżała na prastarym szlaku z Rusi Czerwonej przez Sandomierz do Krakowa. O Krzemienicę, według legendy, w pradawnych czasach, zahaczali kupcy, aby tu zdobyć krzemień potrzebny do zapalania ognia. Według tradycji Krzemienica istniała w roku 1341 r., choć inni wymieniają daty z końca połowy XIV w. Wówczas Kazimierz Wielki przyłączył do Korony tę cześć Rusi Czerwonej (Sanok i okolice Rzeszowa).
Wieś powstała prawdopodobnie na przełomie XIII i XIV, dokumenty podają, iż parafia w Krzemienicy została erygowana w 1349 roku. Krzemienicę wymieniono również 23 listopada 1381 r. w dokumencie lokacyjnym nieistniejącej dziś wsi Longynaw, w którym występuje sołtys Krzemienicy Hanus Stachar. W 1450 roku właścicielem był Jan z Pilczy syn Elżbiety Granowskiej trzeciej żony Władysława Jagiełły właściciel pobliskiego Łańcuta.
W 1492 r. wzniesiono tu świątynię, chociaż są też i wcześniejsze ślady jej istnienia, i być może pierwotna budowla została zniszczona w czasie najazdów tatarskich.
Krzemienica od początku, była związana z rodem Pileckich. W wieku XVI rodzina Pileckich przyjęła kalwinizm i dobra kościelne, kościoły i kaplice, przeszły na własność protestantów. Po 1570 r. przywrócił katolicyzmowi okręg łańcucki Marcin Stadnicki, z Nowego Żmigrodu – bratanek „Diabła” Stadnickiego, kasztelan sanocki- dziedzic Krzemienicy. Osadnicy napływali do ziemi łańcuckiej ze Śląska, ponieważ Władysław Opolczyk spokrewniony z książętami śląskimi, sprawował z ramienia Króla Polski władzę na pograniczu Rusi Czerwonej i przydzielił ziemie dla dwunastu rodzin śląskich i w dokumentach to poświadczał. W 1586 roku; dobra łańcuckie wraz z Krzemienicą stały się własnością Stadnickich. Burzliwe losy Stanisława Stadnickiego opisuje W. Łoziński w „Prawem i Lewem,” gdzie na kilku stronach czytamy o potyczkach i bitwach „Diabła łańcuckiego” ze swoim sąsiadem Łukaszem Opalińskim na terenie Krzemienicy.
W 1610 r., kiedy to został w tej miejscowości zabity Władysław Stadnicki, syn Stanisława („Diabła”) Stadniccy utracili Krzemienicę na rzecz Lubomirskich. Donacja Stanisława Lubomirskiego z 6 maja 1633 r. przekazała konwentowi o.o. Dominikanów folwark na terenie Woli Krzemienickiej o obszarze 104 ha. W latach potopu Krzemienica została zniszczona tak jak i Leżajsk przez Szwedów i przez Siedmiogrodzian Rakoczego w 1657 r. Teodor Lubomirski w 1723 lub 1727 założył we wsi szpital dla ubogich.Świadczą o tym akta tego szpitala, z 1827 roku. Jego pensjonariusze m.in. mieli obowiązek modlitwy za zmarłych i opiekę nad kościołem. Szpital przetrwał do początku lat 40. XX w. Ostatnimi właścicielami Krzemienicy od 1816 do 1939 roku byli Potoccy. W połowie września 1939 r. wkroczyli tu Niemcy i rozpoczęła się okupacja. W pobliżu znajdowała się wtedy granica niemiecko-sowiecka, aż do napaści hitlerowców na ZSRR. 22 lipca 1944 r. wkroczyli tu sowieci.

## Kościół w Krzemienicy

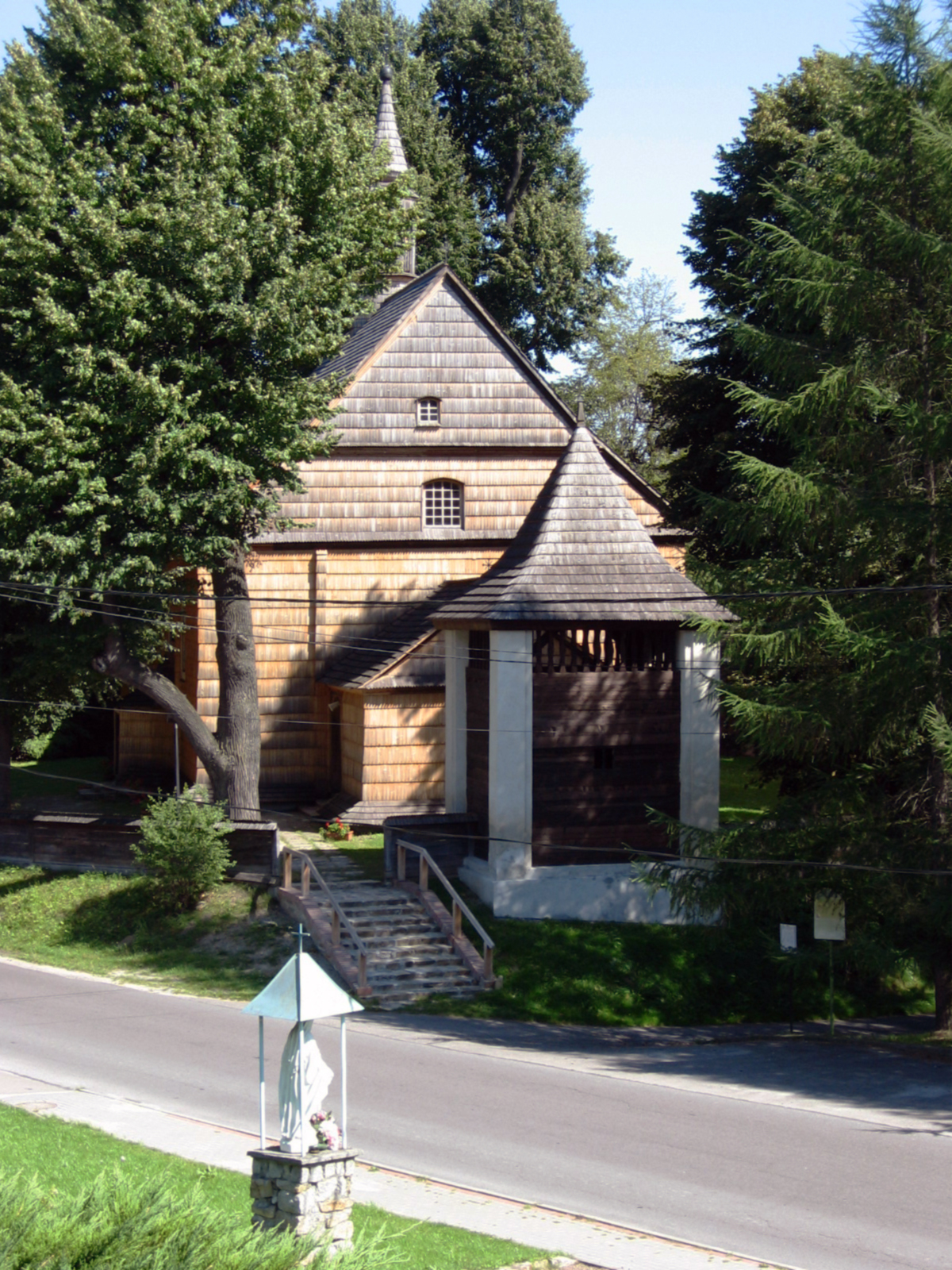
Kościół pw. św. Jakuba Starszego

W Krzemienicy znajduje się zabytkowy kościół parafialny pw. św. Jakuba Starszego
Zasugerowano, aby wydzielić z tego artykułu fragmenty do artykułu [[{{{1}}}]].
W dotychczasowej literaturze przyjmuje się, że świątynia ta zbudowana została w latach 1750-1754, po pożarze wcześniejszego kościoła, wzniesionego w 1492 r. Prawdopodobnie jednak była to jedynie przebudowa i rozbudowa gotyckiego obiektu wymuszona przez pożar, polegająca na wymianie spalonych belek, przekształceniu wnętrza (wydzieleniu trzech naw w korpusie), poszerzeniu zakrystii, dodaniu kruchty północnej i przedsionka zachodniego. Obok kościoła ok. 1750 r. wzniesiono dzwonnicę. Zespół remontowano w 1827 r. (m.in. wykonano obecne ogrodzenie i zbudowano kostnicę). W latach 90. XX w. przeprowadzono prace zabezpieczające.

## Ludzie związani z Krzemienicą
- Franciszek Frączek (1908–2006) – malarz i grafik
- Helena Gwizdak (1925-2009) – malarka ludowa.
- Józef Nizioł (1938–2021) – matematyk i mechanik, profesor Politechniki Krakowskiej
- Sylwia Pelc (ur. 1990) – urodzona w Krzemienicy polska siatkarka
- Roman Peszko (1893–1940) – kapitan administracji (piechoty) Wojska Polskiego, kawaler Krzyża Walecznych, ofiara zbrodni katyńskiej[10].
- Antoni Tyczyński (1856–1925) – ksiądz katolicki, organizator spółdzielczości wiejskiej, działacz społeczny